# 斯泰特帕克普萊斯 (伊利諾伊州)
斯泰特帕克普萊斯（英語：State Park Place）是位於美國伊利諾伊州麥迪遜縣的一個非建制地區。該地的面積和人口皆未知。

## 地理
斯泰特帕克普萊斯的座標為38°39′31″N 90°02′50″W / 38.65861°N 90.04722°W，而該地的平均海拔高度為128米（即420英尺）。